# Mayo (huyện)
Mayo (tiếng Thái: มายอ) là một huyện (amphoe) của tỉnh Pattani, phía nam Thái Lan.

## Lịch sử
Khu vực Mayo ban đầu thuộc huyện Yaring. Năm 1900, huyện được thành lập, lúc đó tên là Rako (ราเกาะ). Trong năm sau đó, trụ sở huyện ở tambon Mayo khai trương và tên huyện được đổi theo tên tambon trung tâm.

## Địa lý
Các huyện giáp ranh (từ phía bắc theo chiều kim đồng hồ) là Yaring, Panare, Thung Yang Daeng và Yarang.

## Hành chính
Huyện này được chia thành 13 phó huyện (tambon), các đơn vị này lại được chia ra thành 58 làng (muban). Mayo là một thị trấn (thesaban tambon) nằm trên phần lớn tambon Mayo. Có 10 Tổ chức hành chính tambon.
| STT | Tên        | Tên tiếng Thái | Số làng | Dân số |  |
| --- | ---------- | -------------- | ------- | ------ |  |
| 1.  | Mayo       | มายอ           | 3       | 4.468  |  |
| 2.  | Thanon     | ถนน            | 4       | 3.495  |  |
| 3.  | Trang      | ตรัง            | 4       | 3.014  |  |
| 4.  | Krawa      | กระหวะ         | 5       | 3.220  |  |
| 5.  | Lubo Yirai | ลุโบะยิไร        | 8       | 9.880  |  |
| 6.  | La-nga     | ลางา           | 7       | 6.146  |  |
| 7.  | Kraso      | กระเสาะ        | 5       | 3.490  |  |
| 8.  | Ko Chan    | เกาะจัน         | 5       | 4.562  |  |
| 9.  | Pado       | ปะโด           | 4       | 4.506  |  |
| 10. | Sakho Bon  | สาคอบน         | 3       | 2.896  |  |
| 11. | Sakho Tai  | สาคอใต้         | 4       | 1.885  |  |
| 12. | Sakam      | สะกำ           | 4       | 3.880  |  |
| 13. | Panan      | ปานัน           | 2       | 1.628  |  |